# Ptychadena perreti
Ptychadena perreti é uma espécie de anfíbio da família Ranidae.
Pode ser encontrada nos seguintes países: Camarões, República Centro-Africana, República do Congo, República Democrática do Congo, Gabão, e possivelmente Angola e Guiné Equatorial.
Os seus habitats naturais são: florestas subtropicais ou tropicais húmidas de baixa altitude, pântanos, marismas intermitentes de água doce, terras aráveis, jardins rurais, florestas secundárias altamente degradadas, canais e valas.